# Hall des arts de Cotonou
 (septembre 2021).
Le hall des arts de Cotonou ou hall des Arts, Loisirs et Sports (HALS) est un espace où l'on joue des spectacles et qui accueille régulièrement des évènements de tous genres,. 

## Événements
Pour les acteurs du monde de l'art, le hall des arts est le lieu par excellence d’expression du théâtre populaire et de la musique au Bénin,. C'est un centre d’animation permanente où se font des activités artistiques, culturelles, sportives, socio-éducatives et économiques,,,.
Le hall des arts de Cotonou ou hall des Arts, Loisirs et Sports est un espace public sous la tutelle du ministère béninois des Sports, de la Culture et de la Jeunesse. 